# 馬爾瓜雷斯峰

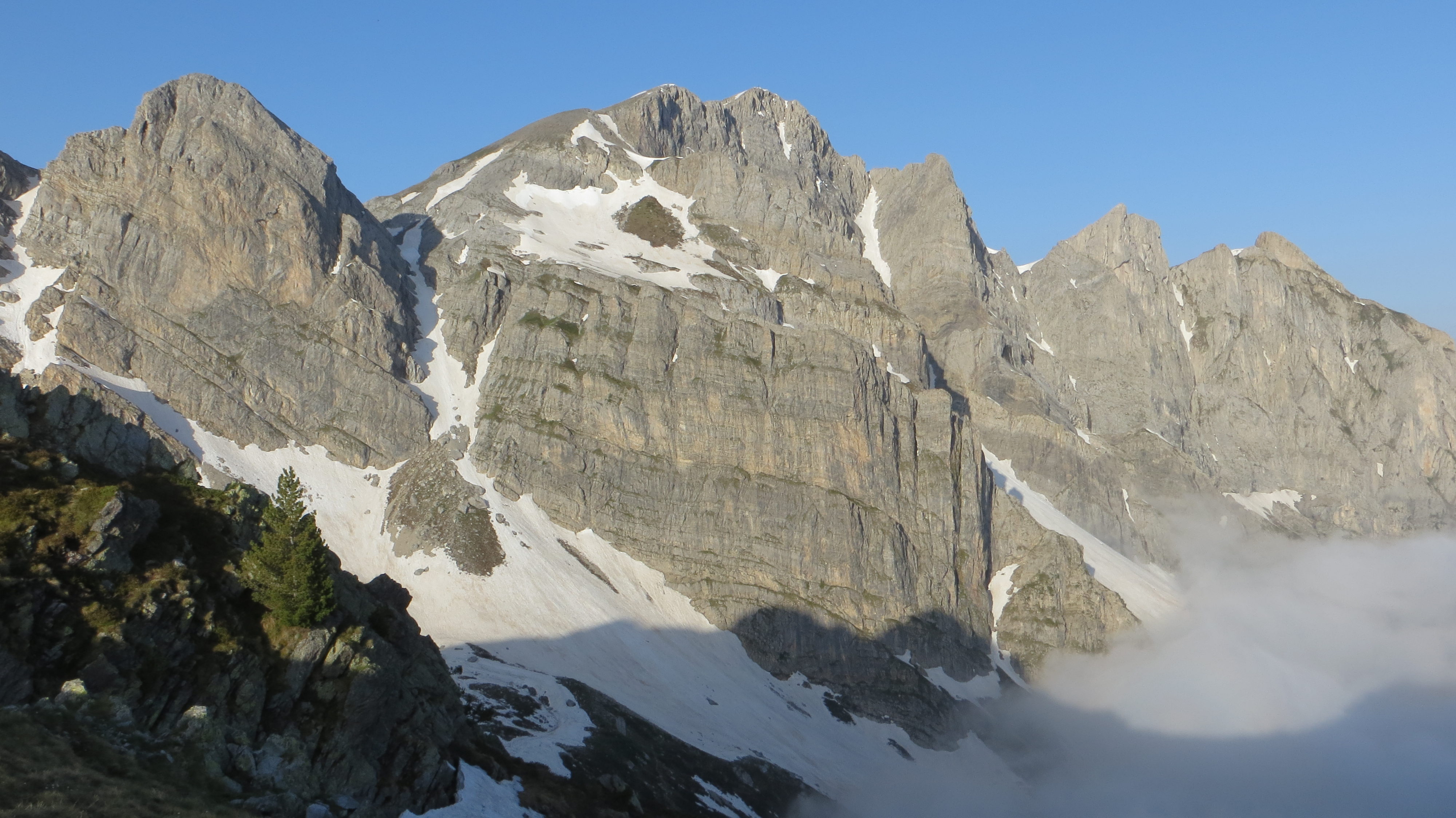

44°09′58″N 7°40′58″E / 44.16611°N 7.68278°E
馬爾瓜雷斯峰（法語：Pointe Marguareis），是西歐的山峰，位於法國和意大利接壤的邊境，由普羅旺斯-阿爾卑斯-蔚藍海岸大區和皮埃蒙特大區負責管轄，屬於利古里亞阿爾卑斯山脈的一部分，海拔高度2,651米，人類在1903年首次登頂。